# Айови, Лизет
Лизет Айови (исп. Lisseth Betzaida Ayoví Cabezas, род. 7 августа 1998 года, Эквадор) — эквадорская тяжелоатлетка. Призёр чемпионата мира 2023 года, бронзовый призёр Панамериканских игр 2019 года, призёр Панамериканских чемпионатов. 

## Карьера
В 2019 году на Панамериканских играх в Лиме завоевала бронзовую медаль в весовой категории свыше 87 кг с результатом 255 кг по сумме двух упражнений. В этом же году на её счету бронзовая медаль Панамериканского чемпионата. 
В 2020 году на Панамериканском чемпионате она вновь завоевала бронзу, а на двух последующих континентальных турнирах в 2021 и 2022 годах становилась серебряной медалисткой. 
В Саудовской Аравии, где состоялся Чемпионат мира по тяжёлой атлетике 2023 года, эквадорская спортсменка в категории свыше 87 кг завоевала бронзовую медаль чемпионата мира с результатом 276 кг по сумме двух упражнений. Малые бронзовые медали также достались ей.

## Спортивные результаты
| Год  | Соревнование         | Место проведения | Весовая категория | Рывок  | Толчок | Сумма двоеборья | Место |
| 2019 | Панамериканские игры | Лима             | свыше 87 кг       | 115 кг | 140 кг | 255 кг          | 3     |
| 2023 | Чемпионат мира       | Эр-Рияд          | свыше 87 кг       | 121 кг | 155 кг | 276 кг          | 3     |